# Coreodrassus forficalus
Espèce
Coreodrassus forficalus est une espèce d'araignées aranéomorphes de la famille des Gnaphosidae.

## Distribution
Cette espèce est endémique du Xinjiang en Chine,. Elle se rencontre dans le xian de Burqin.

## Description
Le mâle holotype mesure 6,50 mm.

## Publication originale
- Zhang & Zhu, 2008 : Review of the genus Coreodrassus (Araneae: Gnaphosidae) from China. Zootaxa, no 1761, p. 30-36.